# Berke
Berke Kan (mongolsko Бэрх, Berh), mongolski vladar, * 1208, † 1266.
Bil vladar Zlate horde, ki je v letih 1257-1266 učinkovito utrdil moč Modre in Bele horde. V Modri (zahodni) hordi je nasledil svojega brata Batu kana in bil odgovoren za prvo uradno uvedbo islama v kakšno mongolsko državo. V bitki pri Ajn Džalutu 3. septembra 1260 je skupaj z Mameluki iz Egipta branil Sveto deželo pred drugo mongolsko državo – Ilkanatom. 
Beseda Бэрх (berh) v mongolskem jeziku lahko pomeni težaven, težak, muhast ali nepopustljiv.

## Zgodovinsko ozadje
Berke je bil eden od sinov najstarejšega Džingiskanovega sina Džočija in Sultan katun. 
Leta 1229 se je udeležil svečane razglasitve strica Ögedeja za velikega kana.
Leta 1236 se je skupaj z brati Ordom, Sinkurjem in Sibanom in več sorodniki pridružil mogočni Batu kanovi vojski, ki je štela kakšnih 150.000 mož. Vojska je iz Sibirije odkorakala na ozemlje muslimanskih Volških Bolgarov in Kipčakov in jih podjarmila. Batu in njegov general Subedej sta zatem poslala Berkeja v Zakavkazje, da bi podjarmil tudi tamkajšnje Kipčake. Pozimi leta 1238-1239 je Berke porazil Kipčake in ujel poglavarja Merkitov, potem pa je osvojil še porečji reke Kume v južni Rusiji in Tereka v  severni Gruziji. 
Leta 1237 je opustošil kneževini Rjazan in Suzdal in prodrl globoko v Rusijo. Med vojaškim pohodom v Evropo je služil pod poveljstvom svojega brata. 11. aprila 1241 se je udeležil bitke pri Mohiju, v kateri so Mongoli zdesetkali vojsko Ogrskega kraljestva. Po Ögedejevi smrti so se vsi kandidati za mongolski prestol vrnili v Mongolijo, da bi na kurultaju izvolili novega velikega kana. Berke in njegovi bratje so podprli Batuja. Po neuspehu na volitvah se je Batu vrnil v Zlato hordo in zavaroval njene vzhodne meje pred svojimi mongolskimi sorodniki.

## Spreobrnitev v islam
Berke je med bivanjem v Sarajčiku v današnjem Kazahstanu naletel na karavano iz Buhare in se pogovarjal z ljudmi o njihovi veri. Kmalu zatem ga je derviš Saif ud-Din Dervish iz Horezma spreobrnil v islam. Berke je prepričal brata Tuk-Timurja, da je tudi on prestopil v islam. 
Leta 1248 je Batu poslal Berkeja in Tuk-Timurja v Mongolijo, da bi Mongke kana ustoličila za velikega kana. Berke je po svojem prihodu večkrat povabil k sodelovanju člane Čagatajeve in Ögedejeve družine, ki so vabila vljudno zavrnili. Berke je zato leta 1251 brez njih sklical kurultaj in ustoličil Mongkeja. 

## Prevzem Zlate horde
Ko je Batu kan leta 1255 umrl, je prestol za kratek čas prevzel njegov sin Sartak, leta 1257 pa je nanj sedel Berke.  Bil je sposoben vladar, ki je nadaljeval z utrjevanjem in stabiliziranjem svojega kanata. Med njegovim vladanjem so Mongoli končno porazili upornega Danila Galicijskega in drugič napadli Litvo in Poljsko. Mongolska vojska pod poveljstvom slavnega generala Burundaja je leta 1259 oplenila Lublin, Zawichost, Sandomierz, Krakov in Bytom. Leta 1265 je napadel Bolgarijo in bizantinsko Trakijo. Od takrat dalje so Bizantinci plačevali Zlati hordi davek s tovorom dragocenih tkanin letno.

## Berkejeva vojna s Hulegu kanom
Berke je po spreobrnitvi v islam postal goreč musliman, kar je povzročilo, da je postala Modra horda pretežno muslimanska, vendar so v njej ostali tudi animisti in kristjani. Potem, ko je Hulegu kan umoril bagdadskega kalifa Al-Musta'sima, se je odločil za vojno s Hulegu kanom, katerega ozemeljske ambicije v Siriji in Egiptu so ogrožale njegove sovernike muslimane. 
Medtem so se Mongoli pod poveljstvom Kitbuka spopadli s križarji, ki so posedovali obalo Palestine. Mameluki so zato s križarji sklenili zavezništvo, prešli preko njihovega ozemlja in v bitki pri Ajn Džalutu leta 1260 uničili mongolsko vojsko in Kitbuka ubili. Palestina in Sirija sta bili za Mongole za vedno izgubljeni in meja mongolskega cesarstva se je med vladanjem Hulegujeve dinastije ustalila na Tigrisu. 
Hulegu se je leta 1262 vrnil v svoj kanat, potem pa se je začela državljanska vojna z Berkejem in Modro hordo. Eden od vzrokov za vojno je imel versko ozadje, ker je Hulegu opustošil muslimanski Bagdad, drugi pa je bil ozemeljski: Azerbajdžan, katerega je Džingiskan dal svojemu sinu Džočiju, je Mongke dal svojemu bratu Hulegu. Berkeju to sicer ni bilo pogodu, vendar je potrpežljivo čakal do Mongkejeve smrti. Hulegujeva vojska je med vojno doživela težak poraz ob reki Terek in se je morala umalniti. 
Ti vojni pohodi so bili prvi odprti spopadi med Mongoli, ki so napovedali konec enotnosti Mongolskega cesarstva. 

## Posledice
Berke je v spopadu z Abaka kanom leta 1266 umrl. Nasledil ga je pranečak Mengu-Timur, ki je nadaljeval politiko zavezništva z Mameluki in obvladovanju Ilkanata. Mnogi zgodovinarji se strinjajo, da je spor med Berkejem in Hulegujem rešil ostanke Svete dežele, vključno z Meko in Jeruzalemom, pred usodo, ki jo je doživel Bagdad. 

## Sklic
1. ↑  Devin De Weese, Devin A, ( DeWeese. "Islamization and Native Religion in the Golden Horde", Penn State Press, Sep 1, 1994, ISBN 0-271-01073-8, str. 3

| Berke Bordžigini (1206-1634)Rojen: 1208 1266 |                           |                        |
| Vladarski nazivi                             |                           |                        |
| Predhodnik: Ulagči                           | Kan Zlate horde 1257-1266 | Naslednik: Mengu Timur |